# Cliona macgeachii
Cliona macgeachii är en svampdjursart som beskrevs av Edward Morell Holmes 2000. Cliona macgeachii ingår i släktet Cliona och familjen borrsvampar.
Artens utbredningsområde är havet kring Barbados. Inga underarter finns listade i Catalogue of Life.